# クリッテンデンケラトプス
クリッテンデンケラトプス（Crittendenceratops、「フォートクリッテンデン累層の角の顔」の意味）は、セントロサウルス亜科の角竜類の恐竜の属の一つ。アメリカ合衆国アリゾナ州の白亜紀後期の地層から知られる。 C. krzyzanowskii一種を内包する。

## 記載
クリッテンデンケラトプスは、フリルのてっぺんの中央に位置する前方に湾曲したカギ状の突起、頭頂骨の縁に沿って配置された広範囲な縁頭頂骨、頭頂骨部分におけるフリルの肥厚、そしてフリルの鱗状骨部分の表面上の顕著な隆起部によって特徴付けられる。

## 分類
クリッテンデンケラトプスはセントロサウルス亜科の族の一つであるナストケラトプス族(アヴァケラトプス、ナストケラトプス、イェフエカウケラトプスも含まれる)のメンバーである。